# Lelouch Lamperouge
Lelouch Lamperouge (ルルーシュ・ランペルージ, Rurūshu Ranperūji) é o protagonista e anti-herói da série de anime da Sunrise, Code Geass: Lelouch of the Rebellion. Seu sobrenome é um pseudônimo; seu nome real é Lelouch vi Britannia (ルルーシュ・ヴィ・ブリタニア, Rurūshu vi Buritania), 11° príncipe do Santo Império Britanniano e filho do 98° imperador da Britannia, Charles zi Britannia. Lelouch é o líder da Ordem dos Cavaleiros Negros, onde ele expõe sua identidade como Zero (ゼロ) com objetivos de vingar-se de seu pai pela misteriosa morte de sua mãe, do seu exílio no Japão e criar um mundo melhor para sua irmã Nunnally. Seu seiyū japonês é Jun Fukuyama, e sua versão criança é dublada por Sayaka Ohara.
Lelouch foi projetado pelo grupo de artistas da CLAMP que ajudaram a criar um personagem atraente devido ao seu estilo e apelo visual. Ele tem sido reconhecido como um dos personagens mais populares do Japão e desde a sua estreia em Code Geass tem aparecido no topo de diversas pesquisas. As publicações de anime e mangá viram Lelouch como um personagem interessante, embora ele queira destruir um império usando métodos cruéis, ele ainda possui um lado humano que entra em conflito com seus ideais o que o faz um personagem simpático. Jun Fukuyama tem sido elogiado e reconhecido por seu trabalho na interpretação de Lelouch.

## Concepção e desenvolvimento
Durante a primeira fase de desenvolvimento do personagem, os desenhistas haviam concebido Lelouch com o cabelo branco. Ageha Owaka, roteirista principal da CLAMP, comentou que deveria ser um personagem com o qual "todo mundo" poderia relacionar com alguém "legal" e literalmente "bonito". Nas primeiras fases do desenvolvimento de Lelouch, o núcleo da equipe de produção da Sunrise, principalmente, o diretor Gorō Taniguchi, o roteirista Ichirō Ōkouchi e o resto da equipe discutiram numerosas possibilidades e influências para Lelouch com a CLAMP, como por exemplo, KinKi Kids e Tackey & Tsubasa.
Durante as primeiras fases do desenvolvimento de "Zero", o alter ego de Lelouch, a CLAMP queria criar uma máscara completamente nova, sem recorrer ao material de outro anime da Sunrise. Zero era um dos personagens mais antigos desenvolvidos. Ōkouchi queria uma máscara para ser incluída como parte da série, porque sentiu que a máscara era necessária para ser um anime da Sunrise. Nos desenhos iniciais do personagem, Zero possuía longas unhas.

## Recepção
O personagem de Lelouch foi bem recebido pelos telespectadores do anime, aparecendo em várias enquetes. Lelouch foi classificado no Top 25 da lista de personagens mais famosos de animes da IGN, Chris Mackenzie, comentou: "ele [Lelouch] nunca fez uma coisa má no meio, e ele fez com que Code Geass fosse um pedaço de um passeio por todo o caminho até o fim." Lelouch foi escolhido como o personagem mais popular de 2006, 2007 e 2008 na revista Animage e a revista Newtype nomeou-o como o melhor personagem masculino de anime da década.  Ele também foi escolhido o personagem masculino mais popular de 2006, 2007 e 2008 no Anime Grand Prix e na revista anual Animage. Seu seiyū, Jun Fukuyama, também ganhou o "Melhor Ator em um Papel de Liderança" prêmio por sua interpretação do personagem no primeiro Seiyū Awards em 2007. A obra de Fukuyama como dublador de Lelouch também iria levá-lo a ganhar a Tokyo International Anime Fair, na categoria "Melhor Ator de Voz".
Os críticos de mangá e anime também comentaram sobre o personagem de Lelouch. Carl Kimlinger do Anime News Network afirmou que "é difícil gostar" de Lelouch por causa da sua personalidade narcisista, mas observou que seus laços com Nunnally e seus amigos fazem parte disso. Bamboo Dong do mesmo site concordou com Kimlinger por causa da arrogância de Lelouch, mas, ao mesmo tempo, comentou que essas características fizeram dele interessante de se assistir. O site IGN comparou Lelouch com Light Yagami de Death Note e com Edmond Dantès de Gankutsuō, devido à suas vidas duplas e seus métodos questionáveis, respectivamente. O duplo aspecto da vida também tem sido elogiado devido à forma como essa mudança também diferencia o tom do anime de uma comédia colegial para um anime de ação, e como ele "está no meio" dos dois aspectos. Além disso, as suas razões para as más ações também foram encontradas para ajudar os telespectadores a gostarem do personagem.